# Rudi Lotze
Rudi Lotze (* 29. Oktober 1921 in Münden (Hann. Münden); † 17. Oktober 1971 in Nienburg) war ein deutscher Gewerkschafter und Politiker (SPD).

## Leben und Beruf
Nach dem Besuch der Volksschule absolvierte Lotze eine Berufsausbildung zum Maschinenschlosser. In den Jahren 1942 bis 1945 nahm er als Soldat am Zweiten Weltkrieg teil.
Lotze schloss sich im Jahr 1946 der Gewerkschaft an. Er war in den Jahren 1947 bis 1950 DGB-Jugendsekretär in Hann. Münden, 1951/52 DGB-Sekretär für den Bereich Braunschweig-Wolfenbüttel und in den Jahren 1953 bis 1964 DGB-Kreisvorsitzender in Nienburg/Weser. Im Jahr 1964 wurde er Landesbezirksleiter der Gewerkschaft Handel, Banken und Versicherungen in Hannover. In sein Aufgabengebiet fiel die Zuständigkeit für die Bereiche Niedersachsen und Bremen.

## Partei
Lotze trat im Jahr 1946 der SPD bei und war Mitglied im Bezirksvorstand der SPD Hannover.

## Abgeordneter
Lotze war von 1961 bis 1965 Ratsmitglied der Stadt Nienburg und gleichzeitig Kreistagsmitglied des Kreises Nienburg. Bei der Bundestagswahl 1965 wurde er in den Deutschen Bundestag gewählt, dem er bis zu seinem Tode angehörte. Er war stets über die Landesliste der SPD Niedersachsen ins Parlament eingezogen.